# Le Chefresne
Le Chefresne – miejscowość i dawna gmina we Francji, w regionie Normandia, w departamencie Manche. W 2013 roku jej populacja wynosiła 305 mieszkańców. 
W dniu 1 stycznia 2016 roku z połączenia dwóch ówczesnych gmin – Le Chefresne oraz Percy – utworzono nową gminę Percy-en-Normandie. Siedzibą gminy została miejscowość Percy. 